# Frédéric de Saxe-Altenbourg (1801-1870)
Pour les articles homonymes, voir Frédéric de Saxe-Altenbourg.
Frédéric de Saxe-Altenbourg, né le 4 octobre 1801 à Hildburghausen et mort le 1er juillet 1870 à Altenbourg, est un prince de Saxe-Hildburghausen, devenu à partir de 1826, après des partages territoriaux, prince de Saxe-Altenbourg.

## Origines familiales
Frédéric de Saxe-Altenbourg appartient à la quatrième branche, elle-même issue de la deuxième branche de la Maison de Wettin. La Maison ducale de Saxe-Altenbourg appartient à la branche Ernestine fondée en 1485 par Ernest de Saxe. Joseph de Saxe-Altenbourg appartient à la seconde lignée de Saxe-Altenbourg. La première lignée, fondée en 1603, s'éteignit en 1672, à la mort, sans postérité masculine, de Frédéric-Guillaume III duc de Saxe-Altenbourg.

## Biographie

### Formation et voyages
Frédéric, né le 4 octobre 1801 à Hildburghausen, est le cinquième fils et le douzième enfant du duc régnant Frédéric de Saxe-Hildburghausen (depuis 1826 duc de Saxe-Altenbourg) et de son épouse Charlotte de Mecklembourg-Strelitz (1769-1818), fille du duc Charles II de Mecklembourg-Strelitz. Il est souvent appelé « le cadet », pour le distinguer de son père. Il est le frère des ducs Joseph et Georges de Saxe-Altenbourg et de la reine Thérèse de Bavière, avec lesquels il a grandi. À partir de 1816, il effectue ses études avec son frère Édouard à l'Institut de Philipp Emanuel von Fellenberg à Hofwil, en Suisse. En 1822, il voyage, en compagnie de l'assesseur consistorial Wolfgang d'Alleux. Il acquiert le rang de capitaine en 1826.

### Des fiançailles rompues
Le 25 juin 1834, Frédéric se fiance à Londres avec Lady Maria Alathea Beatrice Talbot (1815-1858), fille de John Talbot, 15e comte de Shrewsbury. La cérémonie est présidée par la reine Adélaïde, qui, comme Frédéric, était également originaire du sud de la Thuringe, en présence de nombreux membres de l'aristocratie européenne. Louis Ier de Bavière, le futur beau-frère de l'époux, a élevé la catholique Lady Maria Alathea au rang de princesse avec le prédicat Son Altesse Sérénissime. Cependant, le mariage n'a pas eu lieu. Frédéric demeure célibataire, tandis que Mary Talbot épouse le prince Filippo Andrea Doria -Pamfili-Landi (1813–1876) en 1839.

### Retrait de la vie publique
Après le déménagement de la cour ducale de Hildburghausen à Altenbourg en 1826, Frédéric réside avec son frère Georges et sa sœur Charlotte, qui vivait séparée de son mari, dans la Bechmannsches Haus à Hildburghausen jusqu'en 1849. Ensuite, Frédéric s'installe au château de Hummelshain (de) où il est décrit comme un homme affable et honnête, vivant retiré, comme un simple citoyen qui se consacre au soin des pauvres.

### Mort et inhumation
Frédéric de Saxe-Altenbourg meurt, sans alliance, à l'âge de 68 ans, le 1er juillet 1870 à Altenbourg, puis il est inhumé, le 5 juillet suivant, dans la crypte princière d'Altenbourg.

## Honneur
- Chevalier de l'ordre de Saint-Hubert (Bavière) (4 juillet 1856)[3].

## Ascendance
|  |                                                     |  |  |  |  |  |  |  |  |  |  |  |  |
|  | 8. Ernest-Frédéric II de Saxe-Hildburghausen        |  |  |  |  |  |  |  |  |  |  |  |  |
|  |                                                     |  |  |  |  |  |  |  |  |  |  |  |  |
|  |                                                     |  |  |  |  |  |  |  |  |  |  |  |  |
|  | 4. Ernest-Frédéric III de Saxe-Hildburghausen       |  |  |  |  |  |  |  |  |  |  |  |  |
|  |                                                     |  |  |  |  |  |  |  |  |  |  |  |  |
|  |                                                     |  |  |  |  |  |  |  |  |  |  |  |  |
|  | 9. Caroline d'Erbach-Fürstenau                      |  |  |  |  |  |  |  |  |  |  |  |  |
|  |                                                     |  |  |  |  |  |  |  |  |  |  |  |  |
|  |                                                     |  |  |  |  |  |  |  |  |  |  |  |  |
|  | 2. Frédéric Ier de Saxe-Hildburghausen              |  |  |  |  |  |  |  |  |  |  |  |  |
|  |                                                     |  |  |  |  |  |  |  |  |  |  |  |  |
|  |                                                     |  |  |  |  |  |  |  |  |  |  |  |  |
|  | 10. Ernest-Auguste Ier de Saxe-Weimar-Eisenach      |  |  |  |  |  |  |  |  |  |  |  |  |
|  |                                                     |  |  |  |  |  |  |  |  |  |  |  |  |
|  |                                                     |  |  |  |  |  |  |  |  |  |  |  |  |
|  | 5. Ernestine de Saxe-Weimar-Eisenach                |  |  |  |  |  |  |  |  |  |  |  |  |
|  |                                                     |  |  |  |  |  |  |  |  |  |  |  |  |
|  |                                                     |  |  |  |  |  |  |  |  |  |  |  |  |
|  | 11. Sophie-Charlotte de Brandebourg-Bayreuth        |  |  |  |  |  |  |  |  |  |  |  |  |
|  |                                                     |  |  |  |  |  |  |  |  |  |  |  |  |
|  |                                                     |  |  |  |  |  |  |  |  |  |  |  |  |
|  | 1. Frédéric de Saxe-Altenbourg                      |  |  |  |  |  |  |  |  |  |  |  |  |
|  |                                                     |  |  |  |  |  |  |  |  |  |  |  |  |
|  |                                                     |  |  |  |  |  |  |  |  |  |  |  |  |
|  | 12. Charles-Louis-Frédéric de Mecklembourg-Strelitz |  |  |  |  |  |  |  |  |  |  |  |  |
|  |                                                     |  |  |  |  |  |  |  |  |  |  |  |  |
|  |                                                     |  |  |  |  |  |  |  |  |  |  |  |  |
|  | 6. Charles II de Mecklembourg-Strelitz              |  |  |  |  |  |  |  |  |  |  |  |  |
|  |                                                     |  |  |  |  |  |  |  |  |  |  |  |  |
|  |                                                     |  |  |  |  |  |  |  |  |  |  |  |  |
|  | 13. Élisabeth-Albertine de Saxe-Hildburghausen      |  |  |  |  |  |  |  |  |  |  |  |  |
|  |                                                     |  |  |  |  |  |  |  |  |  |  |  |  |
|  |                                                     |  |  |  |  |  |  |  |  |  |  |  |  |
|  | 3. Charlotte de Mecklembourg-Strelitz (1769-1818)   |  |  |  |  |  |  |  |  |  |  |  |  |
|  |                                                     |  |  |  |  |  |  |  |  |  |  |  |  |
|  |                                                     |  |  |  |  |  |  |  |  |  |  |  |  |
|  | 14. Georges-Guillaume de Hesse-Darmstadt            |  |  |  |  |  |  |  |  |  |  |  |  |
|  |                                                     |  |  |  |  |  |  |  |  |  |  |  |  |
|  |                                                     |  |  |  |  |  |  |  |  |  |  |  |  |
|  | 7. Frédérique de Hesse-Darmstadt                    |  |  |  |  |  |  |  |  |  |  |  |  |
|  |                                                     |  |  |  |  |  |  |  |  |  |  |  |  |
|  |                                                     |  |  |  |  |  |  |  |  |  |  |  |  |
|  | 15. Marie-Louise de Leiningen-Dagsbourg-Falkenbourg |  |  |  |  |  |  |  |  |  |  |  |  |
|  |                                                     |  |  |  |  |  |  |  |  |  |  |  |  |
|  |                                                     |  |  |  |  |  |  |  |  |  |  |  |  |